# Скално светилище (Илинденци)
Скалното светилище при село Илинденци, община Струмяни, е разположено на скалисто плато южно от селото.

## Откритие
Археологическият обект е регистриран по време на теренно проучване в рамките на проект "Европейски приказки и легенди”, който има за цел реализирането на културен туристически маршрут, част от международната мрежа „Route Européenne des Légendes“. В периода от 20 до 23 август 2013 г., мултидисциплинарен екип, ръководен от Проф. д-р Васил Марков, проучва археологическите паметници и фолклорните традиции на територията на Община Струмяни.

## Описание и особености
Формата на скалистото плато завършва във височина с голяма, леко наклонена на изток естествена скална площадка, по западния и северния и ръб на която се наблюдават няколко скално изсечени жертвеника. Наситеността на площадката с фрагменти от битова и строителна керамика дава основание да се мисли, че става дума за мегалитно светилище, използвано от населяващите района древнотракийски племена.
В най-южната част при площадката на скалистото плато е заклещен огромен скален къс, който оформя голяма по размерите си скална арка, през която проникват слънчевите лъчи, когато небесното тяло е в зенита си на небосвода. Според проф.Васил Марков изследваният паметник има характеристиката на тракийско мегалитно светилище, в което основно е използван и допълнително обработен природният код – скалният разлом, където навярно били почитани подземните (т.нар.хтонични) божества.

### Свързаност с обекти
На около 1.5 – 2 km северозападно от светилището се намира изворът „Лечебната вода“. Мястото се почита като свято. Източно от извора са разположени антропоморфни скали, която гледана от много страни наподобява двойка – оприличавани на „младоженец и булка“. Между своеобразните „глави“ на двойката е наличен значителен по размерите си каменен блок, който оформя каменна арка, с ориентация изток-запад.
В м. Черната скала, разположена северно от с. Илинденци, проф. Марков разпознава топоним – символ на Великата богиня майка на траките, известна за този регион като Кибела. В рамките на теренното проучване – в източното подножие на Черната скала, непосредствено под руините на античната и средновековна крепост, е регистрирана скално изсечена гробница.
Източно от Черната скала и в непосредствено съседство се намира м. Донина скала (известна днес повече като „Костенурката“, заради вида и на огромна костенурка, гледана от изток), където са регистрирани останки от късноантично селище и малко укрепление – стражеви пункт. На изток следва плитък дол, а след него, ниско плато, където се наблюдават фрагменти от битова и строителна керамика, характерни за периода ІІІ – V век сл. Хр. свидетелстващи за наличието на значително селище. (При по-ранни археологически теренни проучвания са открити оброчни плочки на тракийския Херос и Артемида, което предполага възможността да е имало и трако-римско светилище).
Източно от с. Илинденци е разположена м. Милина скала (известна като „Пчелната скала“ – заради гнездящите тук пчели, или като „Кръста“ – заради изправения тук огромен железен кръст от лозарите), където се наблюдават и група силно изветрели жертвеници с улеи, изтичащи на юг по ръба на скалата.
Щавената скала е разположена непосредствено в хинтерланда на античния град Нейне, където наблизост е била построена мощна крепост през късната Античност.

### Датиране
Най-общо по керамичните фрагменти светилището може да се датира от І хил. пр. Хр. до IV век сл. Хр.